# Филип Вегер
Филип Вегер (нар. 21 грудня 1994) — колишній хорватський тенісист.
Найвищу одиночну позицію світового рейтингу — 478 місце досяг 16 лютого 2015, парну — 557 місце — 21 квітня 2014 року.

## Юніорські фінали турнірів Великого шолома

### Парний розряд: 1 (1 поразка)
| Результат | Рік  | Турнір                                 | Покриття | Партнер       | Суперник                       | Рахунок  |
| --------- | ---- | -------------------------------------- | -------- | ------------- | ------------------------------ | -------- |
| Поразка   | 2012 | Відкритий чемпіонат Австралії з тенісу | Тверде   | Адам Павласек | Лієм Броді Джошуа Ворд-Гібберт | 3–6, 2–6 |

## Фінали ATP Челленджер і ITF Ф'ючерс

### Одиночний розряд: 4 (0–4)
| Легенда              |
| -------------------- |
| ATP Челленджер (0–0) |
| ITF Ф'ючерс (0–4)    |

| Фінали за покриттям |
| ------------------- |
| Тверде (0–1)        |
| Ґрунт (0–1)         |
| Трава (0–0)         |
| Килим (0–2)         |

| Результат | В-П | Дата     | Турнір                       | Рівень  | Покриття | Суперник           | Рахунок                      |
| --------- | --- | -------- | ---------------------------- | ------- | -------- | ------------------ | ---------------------------- |
| Поразка   | 0-1 | Лют 2014 | Хорватія F3, Загреб          | Ф'ючерс | Тверде   | Кайл Едмунд        | 2-6, 5-7                     |
| Поразка   | 0-2 | Лис 2015 | Чехія F7, Яблонець-над-Нисою | Ф'ючерс | Килим    | Ян Мертл           | 2-6, 4-6                     |
| Поразка   | 0-3 | Січ 2016 | Чехія F7, Яблонець-над-Нисою | Ф'ючерс | Килим    | Матс Морайнґ       | 1–6, 6–7(6–8)                |
| Поразка   | 0-4 | Вер 2016 | Сербія F8, Sokobanja         | Ф'ючерс | Ґрунт    | Александар Лазаров | 7–6(7–2), 6–7(4–7), 0–3 ret. |

### Парний розряд: 4 (2–2)
| Легенда              |
| -------------------- |
| ATP Челленджер (0–0) |
| ITF Ф'ючерс (2–2)    |

| Фінали за покриттям |
| ------------------- |
| Тверде (2–1)        |
| Ґрунт (0–1)         |
| Трава (0–0)         |
| Килим (0–0)         |

| Результат | В-П | Дата     | Турнір                           | Рівень  | Покриття | Партнер           | Суперники                           | Рахунок  |
| --------- | --- | -------- | -------------------------------- | ------- | -------- | ----------------- | ----------------------------------- | -------- |
| Поразка   | 0-1 | Чер 2013 | Боснія і Герцеговина F4, Киселяк | Ф'ючерс | Ґрунт    | Ловро Зовко       | Томіслав Драганя Мате Делич         | 4–6, 3–6 |
| Перемога  | 1-1 | Бер 2014 | Україна F1, Черкаси              | Ф'ючерс | Тверде   | Владислав Манафов | Яніс Поджус Мартіньш Поджус         | 6-2, 7-5 |
| Поразка   | 1-2 | Бер 2014 | Україна F2, Черкаси              | Ф'ючерс | Тверде   | Владислав Манафов | Володимир Ужиловський Артем Смірнов | 4-6, 3-6 |
| Перемога  | 2-2 | Бер 2014 | Україна F3, Черкаси              | Ф'ючерс | Тверде   | Владислав Манафов | Марат Девятьяров Пірмін Гаенле      | 6-2, 6-3 |